# Blueprint

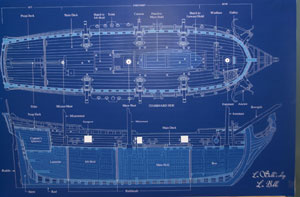
Blueprint modern del vaixell francès La Belle.

Un blueprint ("impressió blava") és una reproducció d'un dibuix tècnic, que documenta un disseny en arquitectura o en enginyeria fent servir un procediment d'impressió per contacte en fulls sensibles a la llum. Va ser inventat al segle xix i va permetre una ràpida reproducció de documents usats en la construcció i la indústria. El procediment del blueprint es caracteritza per tenir línies acolorides per la llum i el fons blau i és un negatiu de l'original. Està basat en el procés fotogràfic de la cianotípia. Aquest procediment no pot reproduir el color o els tons de gris.
Com a base la més comuna és el paper però els fets sobre la fibra de lli són més duradors però encara dura més el polièster.
El procés whiteprint ha desplaçat en gran manera al del blueprint.

## Procés
El 1861 el químic Alphonse Louis Poitevin, va trobar que el ferro-gal·lat en la goma aràbiga és sensible a la llum. La llum converteix aquest compost en un blau insoluble i permanent. Una capa d'aquest producte químic estesa sobre un paper es pot usar per reproduir una imatge en un document translúcid.
El resultat és una còpia de la imatge original a pràcticament la mateixa escala i aquesta imatge és estable.